# إنديان سبرنغز فيلج
إنديان سبرنغز فيلج (بالإنجليزية: Indian Springs Village)‏ هي مدينة أمريكية تقع في ولاية ألاباما.تبلغ مساحة هذه المدينة 9.4 (كم²)،ويبلغ عدد سكانها 2225 نسمة حسب إحصاء سنة 2010 م.تشير الإحصاءات بأن الكثافة السكانية في هذه المدينة تقدر بـ(236.7) نسمة/كم2.

## التركيبة السكانية
حدّد مكتب تعداد الولايات المتحدة بيانات التركيبة السكانية لإنديان سبرنغز فيلج في تعداد الولايات المتحدة. في ما يلي، التركيبة السكانية حسب تعدادي 2000 و2010.

### تعداد عام 2000
بلغ عدد سكان إنديان سبرنغز فيلج 2,225 نسمة بحسب تعداد عام 2000، وبلغ عدد الأسر 789 أسرة وعدد العائلات 686 عائلة مقيمة في القرية. في حين سجلت الكثافة السكانية 219.9 نسمة لكل كيلومتر مربع (569.5/ميل2). وبلغ عدد الوحدات السكنية 809 وحدة بمتوسط كثافة قدره 79.9 لكل كيلومتر مربع (206.9/ميل2).
وتوزع التركيب العرقي للقرية بنسبة 98.11% من البيض و0.09% من الأمريكيين الأفارقة و0.31% من الأمريكيين الأصليين و0.90% من الأمريكيين ذوي الأصول الآسيوية و0.04% من سكان جزر المحيط الهادئ و0.54% من عرقين مختلطين أو أكثر و0.13% من الهسبانيون أو اللاتينيون من أي عرق.
بلغ عدد الأسر 789 أسرة كانت نسبة 40.1% منها لديها أطفال تحت سن الثامنة عشر تعيش معهم، وبلغت نسبة الأزواج القاطنين مع بعضهم البعض 80.4% من أصل المجموع الكلي للأسر، ونسبة 4.2% من الأسر كان لديها معيلات من الإناث دون وجود شريك، بينما كانت نسبة 2.4% من الأسر لديها معيلون من الذكور دون وجود شريكة وكانت نسبة 13.1% من غير العائلات. تألفت نسبة 11.9% من أصل جميع الأسر من عدة أفراد يعيشون في نفس المنزل ونسبة 4.6% كانت تتألف من شخص يعيش بمفرده يبلغ من العمر 65 عاماً أو أكثر. وبلغ متوسط حجم الأسرة المعيشية 2.82، أما متوسط حجم العائلات فبلغ 3.05.
بلغ العمر الوسطي للسكان 43.5 عاماً. وكانت نسبة 25.7% من القاطنين تحت سن الثامنة عشر، وكانت نسبة 5.3% بين الثامنة عشر والرابعة والعشرين عاماً، ونسبة 21.7% كانت واقعةً في الفئة العمرية ما بين الخامسة والعشرين والرابعة والأربعين عاماً، ونسبة 34.7% كانت ما بين الخامسة والأربعين والرابعة والستين، ونسبة 12.7% كانت ضمن فئة الخامسة والستين عاماً فما فوق. يوجد لكل 100 أنثى 105.1 ذكر، ويوجد لكل 100 أنثى في الثامنة عشر من عمرها فما فوق 96.9 ذكر.
بلغ متوسط دخل الأسرة في القرية 92,229 دولارًا، أما متوسط دخل العائلة فبلغ 96,760 دولارًا. وكان متوسط دخل الذكور 66,648 دولارًا مقابل 42,222 دولارًا للإناث. وسجل دخل الفرد الخاص بالقرية 37,904 دولارًا. وكانت نسبة 0.1% من العائلات ونسبة 0.4% من السكان تحت خط الفقر، وكان من هؤلاء نسبة 0% تحت سن الثامنة عشر ونسبة 0.4% في الخامسة والستين من العمر وما فوق.

### تعداد عام 2010
بلغ عدد سكان إنديان سبرنغز فيلج 2,363 نسمة بحسب تعداد عام 2010، وبلغ عدد الأسر 835 أسرة وعدد العائلات 710 عائلة مقيمة في القرية. في حين سجلت الكثافة السكانية 233.5 نسمة لكل كيلومتر مربع (604.8/ميل2). وبلغ عدد الوحدات السكنية 867 وحدة بمتوسط كثافة قدره 85.7 لكل كيلومتر مربع (222.0/ميل2).
وتوزع التركيب العرقي للقرية بنسبة 95.68% من البيض و1.48% من الأمريكيين الأفارقة و0.21% من الأمريكيين الأصليين و1.95% من الأمريكيين ذوي الأصول الآسيوية و0.04% من الأعراق الأخرى و0.63% من عرقين مختلطين أو أكثر و0.93% من الهسبانيون أو اللاتينيون من أي عرق.
بلغ عدد الأسر 835 أسرة كانت نسبة 34.6% منها لديها أطفال تحت سن الثامنة عشر تعيش معهم، وبلغت نسبة الأزواج القاطنين مع بعضهم البعض 77.1% من أصل المجموع الكلي للأسر، ونسبة 5.5% من الأسر كان لديها معيلات من الإناث دون وجود شريك، بينما كانت نسبة 2.4% من الأسر لديها معيلون من الذكور دون وجود شريكة وكانت نسبة 15% من غير العائلات. تألفت نسبة 13.3% من أصل جميع الأسر من عدة أفراد يعيشون في نفس المنزل ونسبة 7.3% كانت تتألف من شخص يعيش بمفرده يبلغ من العمر 65 عاماً أو أكثر. وبلغ متوسط حجم الأسرة المعيشية 2.79، أما متوسط حجم العائلات فبلغ 3.05.
بلغ العمر الوسطي للسكان 47.4 عاماً. وكانت نسبة 24.8% من القاطنين تحت سن الثامنة عشر، وكانت نسبة 6.1% بين الثامنة عشر والرابعة والعشرين عاماً، ونسبة 14.6% كانت واقعةً في الفئة العمرية ما بين الخامسة والعشرين والرابعة والأربعين عاماً، ونسبة 37.9% كانت ما بين الخامسة والأربعين والرابعة والستين، ونسبة 16.5% كانت ضمن فئة الخامسة والستين عاماً فما فوق. وتوزع التركيب الجنسي للسكان بنسبة 50.6% ذكور و49.4% إناث.